# العلاج الجيني في مرض باركنسون
يتضمن العلاج الجيني لمرض باركنسون تشكيل خلايا جديدة منتجة لناقل عصبي يدعى «الدوبامين»، وحماية النظام العصبي، أو تعديل الجينات المرتبطة بالمرض، ثم زرع هذه الخلايا داخل أجسام المرضى. توجد العديد من العلاجات التي تركز على التخفيف من أعراض المرض لكن لا يوجد في الوقت الحالي أي علاج شافٍ له.

## العلاج الحالي
مرض باركنسون هو حالة عصبية متقدمة تنتج عن موت الخلية التي تحوي الدوبامين وتنتجه ضمن المادة السوداء، وفيه يطور المرضى اضطرابات في الأنشطة الحركية كالرعاش والتشنج ونقص الحراك (بطء الحركة). يمكن أن يعاني المريض من اضطرابات نفسية كالاكتئاب والخرف أيضًا. يتضمن العلاج الدوائي إعطاء ليفو دوبا وهو طليعة للدوبامين إذ يزيد هذا العلاج من إنتاج الدوبامين من الخلايا العصبية. من العلاجات الأخرى التحفيز الكهربائي العميق للدماغ لتعديل فرط نشاط النواة تحت المهاد الناجم عن فقدان الدوبامين ضمن الجسم المخطط، إلا أن هذا العلاج ينقص من عدد الخلايا العصبية ضمن المادة السوداء؛ لذا أصبح أقل فعالية.
تحاول هذه العلاجات التخفيف من الأعراض التي يعاني منها المرضى عبر زيادة إنتاج الدوبامين، إلا أنها لا تشفي المرض تمامًا. تعتمد العلاجات الجديدة لباركنسون على التجارب السريرية ويتمحور معظمها حول العلاج الجيني؛ إذ يتوقع الباحثون أن يساعد هذا العلاج في تعويض النقص في الدوبامين أو حماية الخلايا العصبية المنتجة له من الضمور. علاوةً على ذلك، تركز العلاجات الدوائية والجراحية على تعويض الخلل ضمن العقد العصبية الناتجة عن ضمور الخلايا العصبية الدوبامينية ضمن المادة السوداء.

## خلفية العلاج الجيني
يوجد العديد من العلاجات الجديدة لداء باركنسون ضمن التجارب السريرية. تركز تلك العلاجات على الأساليب العلاجية الجينية التي تعمل على تعويض نقص الدوبامين أو على حماية الخلايا العصبية الدوبامينية ضمن الجهاز العصبي من الضمور. تعود أهمية التركيز على العلاج الجيني إلى العديد من الأسباب الهامة، وأولها عدم وجود علاج شافٍ لهذا المرض حاليًا، وثانيًا بسبب تحديد جينات يمكن أن تساعد في تعديل النمط الظاهري العصبي أو في أن تعمل عواملَ حماية عصبية. لا يمكن لبيئة الدماغ تحمل الحقن المتكرر في منطقة التقاء المادة السوداء بالجسم المخطط، وبذلك يستخدم العلاج الجيني النواقل الفيروسية التي تستطيع الدخول إلى الدماغ لتتمكن من إجراء تعديلات على الجسم المخطط.

## قواعد العلاج الجيني
تدور الفكرة الأساسية للعلاج الجيني حول خلق أجيال جديدة من الخلايا المنتجة للدوبامين، ثم زرعها في جسم مريض باركنسون؛ لأن الخلايا العصبية لا تتكاثر ولا تتجدد، رغم أن عملية استبدال الخلايا العصبية المفقودة تخضع للاستقصاء والبحث حاليًا. كذلك لا يمكن استخدام مجموعات الخلايا دوبامينية الفعل لصعوبة الحصول عليها، إضافةً إلى ذلك، لا يمكن لتعديل الخلايا أن يتم إلا على خلايا جسدية لا خلايا جنسية. قد يسبب تعديل الخلايا المزروعة تغيرًا في التعبير الجيني أو قد يؤدي إلى جعل الجينات طبيعية.

## أنماط العلاج الجيني
يوجد عدة أنماط من العلاج الجيني، منها ما يستهدف الأعراض كإنتاج الليفودوبا خارج الجسم وتركيب الدوبامين الكامل خارج الجسم وتحويل الليفودوبا خارج الجسم أو استخدام دي كاربوكسيلاز حمض الغلوتاميك، وهناك أيضًا علاجات مخففة للمرض منها عامل التغذية العصبية المستمد من الخلايا الدبقية، وتنظيم التعبير الجيني لألفا سينوكلاين وباركين.  
تستخدم الدراسات الرئيسة حاليًا الفيروسات المرتبطة بالفيروسات الغدية على أنها نواقل نموذجية على الرغم من استخدام الفيروسات البطيئة أيضًا. تشير الأبحاث في الأنواع المختلفة من العلاج الجيني إلى إنزيمات ضرورية لاصطناع الدوبامين كهيدروكسيلاز التيروسين وجي تي بي سيكلوهيدروكسيلاز 1 ودي كاربوكسيلاز الحمض الأميني إل العطري.

### مقاربة الأعراض
تركز هذه المقاربة على علاج أعراض المرضى عبر تصنيع الدوبامين خارج الجسم، وهنا يعد إنتاج الليفودوبا الخارجي ضمن الجسم المخطط علاجًا جينيًا بديلًا آخر. يتضمن هذا العلاج نقل جينات التيروسين هيدروكسيلاز وجي تي بي سيكلوهيدرولاز1 في الخلايا العصبية الشوكية المتوسطة بسبب نشاط دي كاربوكسيلاز الحمض الأميني إل العطري الذاتي وقدرته على تحويل الليفودوبا إلى دوبامين. استطاعت تجربة أجريت في عام 2005 توفير مستويات طبيعية من الليفودوبا لدى الفئران؛ ما أدى إلى انخفاض خلل الحركة بنسبة 85%.
يمكن لاصطناع الدوبامين أن يحدث خارجيًا بشكل كامل في هذه الحالة يكون أنزيم دي كاربوكسيلاز الحمض الأميني إل العطري هو المسؤول عن تحويل الليفودوبا إلى دوبامين بسبب خسارة الخلايا العصبية في الجسم المخطط الذي يحدث ضمن سياق مرض باركنسون بسبب عدم القدرة على تحويل الليفودوبا على دوبامين؛ إذ يكون الهدف حينها بإعادة تخزين مستويات طبيعية من دي كاربوكسيلاز الحمض الأميني إل العطري في الجسم المخطط، فيستمر تحول الليفودوبا؛ ما يؤدي إلى انخفاض خلل الحركة الناجم عن الليفودوبا.
أُجريت تجربة في عام 2012 باستخدام العلاج الجيني على قرود جُرب عليها الناقل الجيني التيروسين هيدروكسيلاز في الخلايا النجمية الأولية بعد تحويل سلسلة كاملة الطول من دي إن إي التيروسين هيدروكسيلاز باستخدام الفئران. أظهرت النتائج تحسنًا في سلوك القردة التي تلقت البلازميد على عكس قرود مجموعة المقارنة.
تتضمن الأنواع الأخرى من العلاج الذي يعتمد على مقاربة الأعراض استخدام غلوتاميك أسيد ديكاربوكسيلاز في نواة تحت المهاد، وهو علاج بديل للأنزيم الجيني يساعد على زيادة فعالية العلاج الدوائي بالليفودوبا باستخدام ناقلات الفيروس المرتبط بالفيروس الغدي، إذ صُممت هذه الناقلات لإرسال تسلسل ترميز دي كاربوكسيلاز الحمض الأميني إل العطري إلى الخلايا العصبية الشوكية المتوسطة في الجسم المخطط ليكون قادرًا على تحويل الليفودوبا إلى دوبامين. تقول دراسة أُجريت في المرحلة الثانية ونُشرت في دورية «ذا لانسيت باركنسون نورولوجي»: ينقِص وجودُ علاج جيني يسمى NLX-p 101 الضررَ الحركي بشكل كبير. استُخدم في هذه الدراسة حمض الغلوتاميك ديكاربوكسيلاز، وتضمنت الدراسة إدخال مادة وراثية مرتبطة بالوظائف الحركية في الدماغ؛ فتحسنت أعراض الرعاش والصلابة وصعوبة الحركة في نصف مجموعة العلاج الجيني، بينما تحسنت تلك الأعراض بنسبة 14% في مجموعة المقارنة.